# L'Amour Toujours II
L'Amour Toujours II er et album fra 2004 lavet af Gigi D'Agostino.
Albummet er udgivet i Italien og Tyskland.
Følgende numre er på albummet:

## CD 1 Tracklist
1. Welcome To Paradise (Gigi D'Agostino's Way)
2. Angel (Gigi D'Agostino's Way)
3. Total care (Vision 2)
4. Wellfare (Elettro Gigi Dag)
5. The Rain (Gigi D'Agostino's Way)
6. Together in a Dream (Elettro Gigi Dag)
7. Goodnight (Gigi D'Agostino's Way)
8. I wonder why (Vision 5)
9. Sonata (Gigi & Luca Trip)
10. Complex
11. Silence (To Comprehend The Conditioning)
12. Nothing Else
13. On Eagle's Wings
14. L'Amour Toujours (I wish Real Peace)
15. Another Way (In Spiaggia Al Tramonto)

## CD 2 Tracklist
1. Canto Do Mar (Gigi D'Agostino Pescatore Mix)
2. Summer Of Energy (Gigi D'Agostino Viaggio Mix)
3. Marcetta
4. Percorrendo (Gigi's Impression)
5. Gigi's Way (Andando Altrove)
6. Tangology
7. Momento Contento
8. Dance'n'Roll
9. Paura & Nobiltà (Ribadisco Mix)
10. Bolero
11. Angel (Elettro Gigi Dag)
12. The Rain (Vision 3)
13. Total Care (Elettro Gigi Dag)
14. Imagine (Gigi D'Agostino's Way)
15. Toccando Le Nuvole (Gigi's Impression)